# Canoa/kayak ai Giochi della XVI Olimpiade - K1 1000 metri maschile
La competizione del K1 1000 metri di Canoa/kayak ai Giochi della XVI Olimpiade si è disputata il giorno 1º dicembre 1956 al bacino del lago Wendouree a Ballarat.

## Programma
| Data             | Round      | Note                |
| ---------------- | ---------- | ------------------- |
| 1º dicembre 1956 | 3 Batterie | I primi 3 in finale |
| 1º dicembre 1956 | Finale     |                     |

## Risultati

### Batterie
| Pos. | Atleta              | Nazione          | Tempo  |
| ---- | ------------------- | ---------------- | ------ |
| 1    | Gert Fredriksson    | Svezia           | 4'22"0 |
| 2    | Igor Pisarev        | Unione Sovietica | 4'22"2 |
| 3    | Ladislav Čepčianský | Cecoslovacchia   | 4'26"0 |
| 4    | Knut Østby          | Norvegia         | 4'27"1 |
| 5    | Thorvald Strömberg  | Finlandia        | 4'51"3 |
| 6    | Robert Smith        | Canada           | 4'54"2 |

| Pos. | Atleta           | Nazione  | Tempo  |
| ---- | ---------------- | -------- | ------ |
| 1    | Stefan Kapłaniak | Polonia  | 4'35"4 |
| 2    | Lajos Kiss       | Ungheria | 4'35"8 |
| 3    | Louis Gantois    | Francia  | 4'39"9 |

| Pos. | Atleta             | Nazione     | Tempo  |
| ---- | ------------------ | ----------- | ------ |
| 1    | Ernst Steinhauer   | Germania    | 4'24"8 |
| 2    | Villy Christiansen | Danimarca   | 4'25"2 |
| 3    | Barry Stuart       | Australia   | 4'30"1 |
| 4    | David Merwin       | Stati Uniti | 4'35"9 |

### Finale
| Pos.    | Atleta              | Nazione          | Tempo  |
| ------- | ------------------- | ---------------- | ------ |
| Oro     | Gert Fredriksson    | Svezia           | 4'12"8 |
| Argento | Igor Pisarev        | Unione Sovietica | 4'15"3 |
| Bronzo  | Lajos Kiss          | Ungheria         | 4'16"2 |
| 4       | Stefan Kapłaniak    | Polonia          | 4'19"8 |
| 5       | Louis Gantois       | Francia          | 4'22"1 |
| 6       | Ladislav Čepčianský | Cecoslovacchia   | 4'23"2 |
| 7       | Villy Christiansen  | Danimarca        | 4'25"2 |
| 8       | Ernst Steinhauer    | Germania         | 4'25"5 |
| 9       | Barry Stuart        | Australia        | 4'30"7 |